# François Englert
François, Nam tước Englert (tiếng Pháp: [ɑ̃glɛʁ]; là một nhà vật lý người Bỉ. Ông được trao Giải Nobel Vật lý năm 2013

## Sự nghiệp
François Englert sinh ngày 6 tháng 11 năm 1932. Ông sinh ra trong một gia đình người Bỉ gốc Do Thái. Năm 1955, Ông tốt nghiệp kỹ sư điện tại Đại học Libre de Bruxelles (ULB), ông cũng nhận bằng tiến sĩ khoa học vật lý tại đây vào năm 1959.
Từ năm 1959 đến năm 1961, ông làm việc tại Đại học Cornell, thuộc bang New York, Hoa Kỳ. Sau đó ông trở về Đại học Libre de Bruxelles làm giáo sư ở đó.
Năm 1980, ông cùng với Robert Brout làm trưởng nhóm vật lý lý thuyết tại ULB.
Năm 1984, Giáo sư Englert làm việc tại Đại học Tel-Aviv.
Năm 2011, Englert tham gia làm việc tại Viện Đại học Chapman với việc nghiên cứu lượng tử.

## Giải thưởng
François Englert và Peter W. Higgs (người Anh) cùng được phát chung giải thưởng Nobel về Vật lý 2013. Cả hai, không lệ thuộc vào nhau, tuyên đoán vào năm 1964 là có sự tồn tại và tính chất của một hạt nhỏ xíu, đóng một vai trò quan trọng trong sự hiểu biết về nguồn gốc của vật thể.

Cho tới 48 năm sau các nghiên cứu gia tại trung tâm nghiên cứu nguyên tử Âu châu (CERN) mới có thí nghiệm chứng minh sự hiện diện của nó.

Với sự chứng minh sự tồn tại của hạt này, được gọi là hạt Higgs-Boson, mô hình tiêu chuẩn cho ngành Vật lý hạt được chứng minh qua thí nghiệm. Mô hình này giải thích sự cấu tạo của vật chất từ những hạt nhỏ xíu và các tác động của các hạt này với nhau.